# Ferdinand Falkensammer
Ferdinand Falkensammer (* 11. September 1878 in Wels, Oberösterreich; † 13. Februar 1953 ebenda) war Industrieller und Politiker.

## Leben
Falkensammers Vater war Kaufmann und Besitzer einer Wellpappenfabrik. Ferdinand besuchte Schulen in Wels und Linz und promovierte 1902 zum Doktor der Rechte an der Universität Wien. Während seines Studiums wurde er 1898 Mitglied der Wiener akademischen Burschenschaft Bruna Sudetia. Sein Gerichtsjahr legte er bereits während seines Studiums ab und 1902 trat er in die Rechtsanwaltskanzlei von Carl Beurle ein, wo er 1909 als Kompagnon aufgenommen wurde. Am Ersten Weltkrieg leiste er keinen Kriegsdienst, da er wegen Erblindung des rechten Auges untauglich war. Kurz nach dem Krieg widmete er sich wirtschaftlichen Belangen und gelangte bald zu führenden Positionen in den Lederwerken „Adler“ und der Schuhfabrik Humanic. Doch maßgeblich war er am Ausbau der Brau AG beteiligt. In der Elektroindustrie war er ebenfalls aktiv tätig und war außerdem Mitbegründer und Präsident der Bergbahn St. Anton. Neben weiteren leitenden Positionen war er 1936–1938 Präsident der oberösterreichischen Wirtschaftskammer und Präsidiumsmitglied des Wiener Industriellenverbandes.
Falkensammer war von 1934 bis 1938 Mitglied des Bundeswirtschaftsrates und von 1936 bis 1938 Mitglied des oberösterreichischen Landtages für die Sparte Industrie und Bergbau. 1937 engagierte er sich im „Deutsch-sozialen Volksbund“, der die Integration der Nationalsozialisten in das System des autoritären Ständestaats anstrebte.
Nach dem Anschluss Österreichs an den NS-Staat wurde Falkensammer „schonend“ seiner Ämter enthoben und er zog sich ins Privatleben zurück. Ungewöhnlich für einen Funktionär des Ständestaats erfolgte seine Abberufung etwa als Handelskammerpräsident nicht wegen „politischer Unzuverlässigkeit“. Falkensammer trat zum 1. Mai 1938 der NSDAP bei (Mitgliedsnummer 6.376.605).